# Hemerocallis fulva
Hemerocallis fulva es una de las especies comúnmente denominadas lirios de día. Más específicamente, recibe los nombres de azucena anteada y azucena tabacal. Se trata de una especie herbácea, perenne y rizomatosa perteneciente a la familia Xanthorrhoeaceae. Esta planta es nativa del China, Siberia, Japón y el sudeste de Asia.

## Descripción y variedades

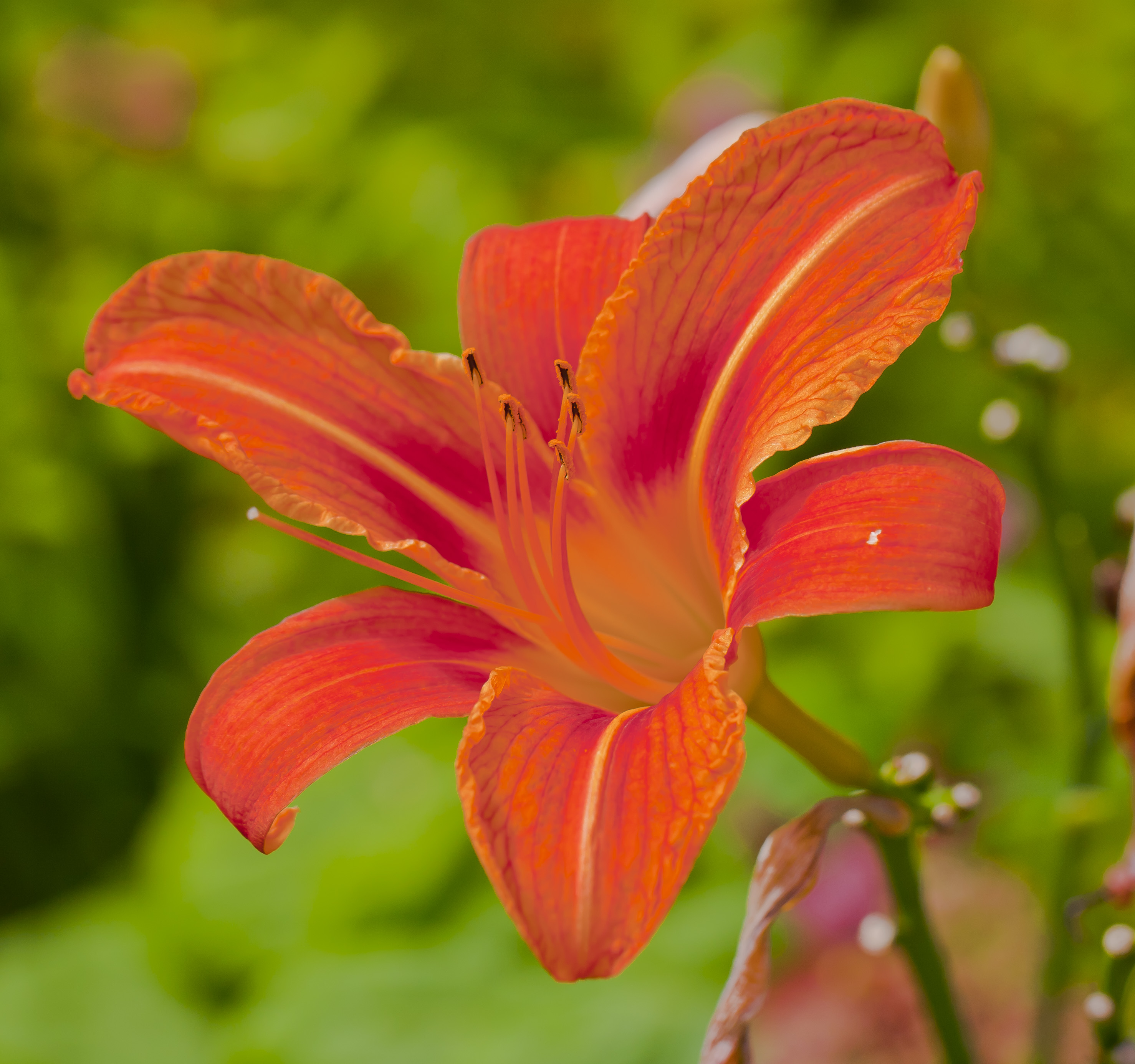
Flor

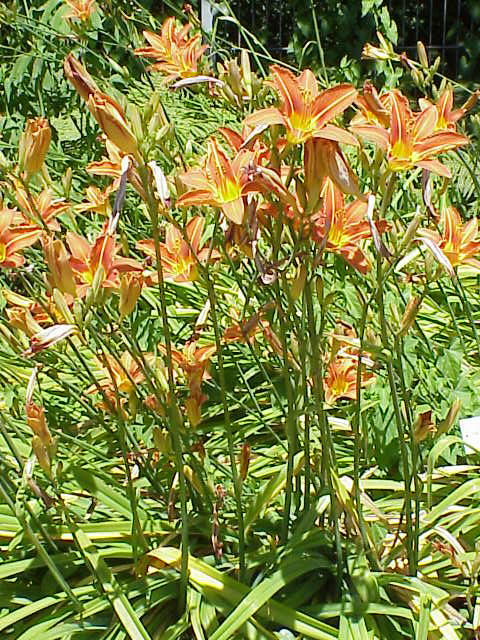
Hemerocallis fulva, aspecto general de las plantas.

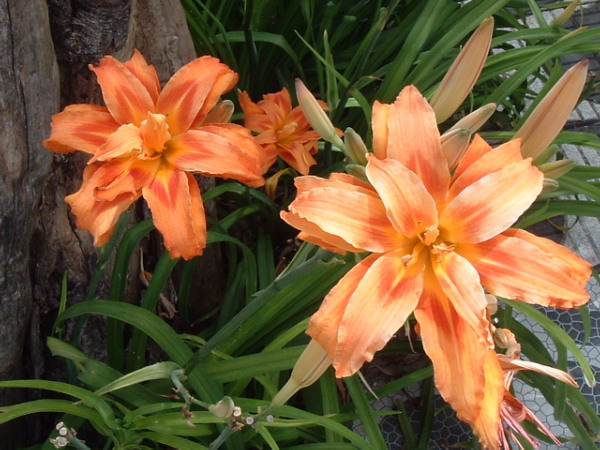
Flores dobles en Hemerocallis fulva var. kwanso

Hemerocallis fulva es una planta herbácea, perenne, caducifolia, rizomatosa y con raíces engrosadas. Las hojas, de color verde brillante, tienen 50 cm de largo por 2-3 cm de ancho, forman matas con las hojas arquedas y pendientes. Las flores son de color anaranjado-rojizas, de 7 a 12 cm de largo, reunidas en panojas 6-10-floras en la extremidad de un largo escapo bracteado de 60 a 80 cm de altura.
La especie exhibe algunas variantes en forma y color de las flores y en el hábito de crecimiento. Hemerocallis fulva var Kwanso y Hemerocallis fulva var. Flore Pleno presentan flores dobles, en las cuales los estambres se transforman en tépalos. Hemerocallis fulva var. rosea presenta flores de color rojo-rosado. Hemerocallis fulva var littorea muestra un hábito de crecimiento perennifolio.
La especie es diploide (2n=22 cromosomas), no obstante, las variedades "Kwanso" y "Europa" son clones triploides (2n=33) altamente estériles que se multiplican asexualmente por sus rizomas.
Esta especie ha contribuido con varios caracteres a los híbridos actuales de Hemerocallis, entre ellos, tépalos recurvados y con los márgenes sinuosos, la nervadura media de los tépalos de color más claro y un tubo perigonial intermedio a largo. Algunas variedades de esta especie muestran hasta 100 flores por escapo.

## Cultivo
Es una excelente colonizadora, se ha naturalizado en varias partes del mundo donde se la puede observar en jardines antiguos o a lo largo de los caminos. Actualmente, es muy difícil de encontrar en el comercio ya que ha sido reemplazada por los híbridos modernos de hemerocalis.
Se lo utiliza en jardinería y paisajismo ya que provee color y contraste en los macizos de plantas perennes cuando se la cultiva en grupos. En parques grandes, es efectiva también para solucionar la erosión cultivándola en las pendientes. Asimismo, aun cuando las plantas no se hallen en floración, las hojas proveen un elegante follaje, color y textura en los macizos de perennes.
Es una planta de fácil cultivo en cualquier suelo bien drenado y en un lugar a pleno sol. Es tolerante a suelos pobres, a los veranos excesivamente cálidos y a la falta de humedad. 
Para mantener el vigor de las plantas y asegurar que florezcan profusamente, es necesario dividir las matas muy grandes, excesivamente pobladas, y remover los escapos cuando las flores han terminado la floración.

## Taxonomía
Hemerocallis fulva fue descrita por (Linneo) y publicada en Species Plantarum, Editio Secunda 1: 462. 1762.
Sinonimia
- Gloriosa luxurians Lour. ex B.A.Gomes
- Hemerocallis crocea Lam.
- Hemerocallis disticha var. kwanso (Regel) Nakai
- Hemerocallis kwanso (Regel) Barr
- Hemerocallis lilioasphodelus var. fulva L.
- Hemerocallis maculata (Baroni) Nakai[3]